# Svedbäckstjärnen
Svedbäckstjärnen är en sjö i Ånge kommun i Medelpad och ingår i Ljungans huvudavrinningsområde.